# Eduard Junyent
Eduard Junyent i Subirà (Vich, 18 de septiembre de 1901-20 de noviembre de 1978) fue un sacerdote, historiador y arqueólogo español.

## Biografía
Fue ordenado sacerdote el 15 de agosto de 1926 y se trasladó a estudiar al Pontificio Istituto di Archeologia Cristiana de Roma, en el que permaneció hasta 1930. De regreso a Vich, fue nombrado conservador adjunto del Museo Episcopal de Vich, así como archivero mayor de la ciudad. Regresó a Roma al estallar la Guerra Civil. Obtuvo la cátedra de arquitectura cristiana en el Istituto di Archeologia Cristiana, cargo que desempeñó hasta 1941.
En 1944, y ya de nuevo en Vich, fue nombrado director de los archivos capitulares, así como canónigo del archivo de la catedral. Junyent fue el encargado de trasladar la sede del Museo Episcopal hasta la antigua escuela de San José. Además, se encargó de ordenar todos los archivos de la diócesis. A partir de 1963 formó parte de la Acadèmia de Bones Lletres. En 1978 fue nombrado doctor honoris causa de la Facultad de Teología de Cataluña.

## Obra
Entre sus numerosas obras destacan una primera serie de libros dedicados a la arqueología cristiana así como una extensa bibliografía relativa a la ciudad de Vich.
Dentro de las obras dedicadas al arte hay que destacar:
- La basílica del monestir de Santa Maria de Ripoll (1932).
- L'arquitectura religiosa en la Catalunya carolíngia (1963).